# 努巴山脈

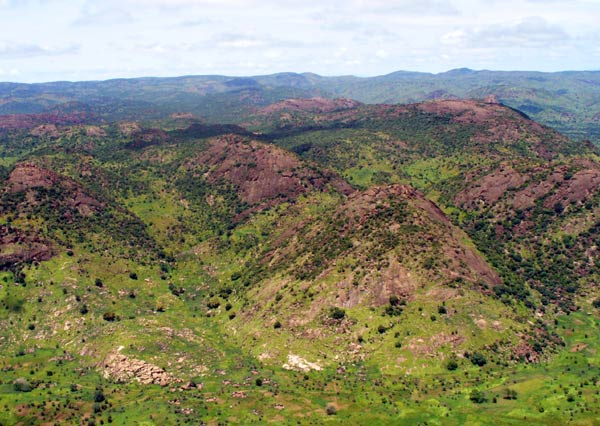
努巴山脈

努巴山脈（阿拉伯語：جبال النوبة，英語：Nuba Mountains）是非洲國家蘇丹的山脈，位於南科爾多凡省，山脈地區較附近平原900米，面積48,000平方公里，長約140公里、闊64公里，雨季在5月中至10月中，每年降雨量400至800毫米。該地區是一群努巴族人的居住地。十八世紀時，努巴山區被Taqali王國所占領，後來則被穆罕默德·艾哈迈德·马赫迪占領:111。但之後英國又擊敗了Mahdi的政權。

## 外部連結
- The Nuba Mountains Homepage（页面存档备份，存于）
- The Nuba Survival Association

12°00′N 30°45′E / 12.000°N 30.750°E